# 桐灰化学
桐灰化学株式会社（きりばいかがく）は、かつて大阪市淀川区新高に本社を置き、主に使い捨てカイロなどの家庭用日用品を製造販売していた会社である。

## 概要
社名の「桐灰」は、同社のかつての主力製品が桐の灰を利用した半練製カイロ灰（灰式カイロの燃料）だったことに由来する。なお、同社の創業地は広島市である。
使い捨てカイロにおける国内有数の大手であり、とりわけ西日本では随一のブランド力を持つ。その他、保冷剤、虫除け、フットケア製品なども販売していた。2001年（平成13年）に医薬品・衛生雑貨のトップメーカーとして知られる小林製薬が株式を取得したことで、同社の100%子会社となった。2010年代に入ると親会社の小林製薬が発売していた一部の日用雑貨品を譲り受け、自社の製品として発売していた。
衣服貼り付け型の使い捨てカイロのブランド名となっている「はる」という、単純かつインパクトのあるネーミングと、桂小枝が演じるユニークなCMでも知られる。
2020年（令和2年）7月1日に、商品開発の加速や販売の強化・効率化を目的に小林製薬へ吸収合併され解散となった。社員は小林製薬に転籍している。発売されていた製品は小林製薬が「桐灰」ブランド製品として販売並びにサポートを引き継いだ。
2021年（令和3年）6月時点で本社の建物は解体されており現存しない。

## 沿革
- 1915年（大正4年）3月 - 創業者の植木康之が広島市三篠本町（現在の同市西区）にて植木カイロ灰製造所を設立。半練製カイロ灰の製造を開始
- 1928年（昭和3年）5月 - 大阪市東淀川区西三国に三国工場を設置。
- 1930年（昭和5年）11月 - 桐灰を商標登録。
- 1949年（昭和24年）10月 - 資本金100万円にて法人に改組。大阪市東淀川区堀上通に堀上工場を設置。
- 1951年（昭和26年）3月 - 資本金180万円に増資。
- 1953年（昭和28年）4月 - 資本金380万円に増資。
- 1955年（昭和30年）4月 - 大阪市東淀川区に野中工場を設置。
- 1956年（昭和31年）5月 - 資本金720万円に増資。
- 1962年（昭和37年）5月 - 資本金849万6,000円に増資。
- 1964年（昭和39年）6月 - 資本金1,600万円に増資。
- 1968年（昭和43年）5月 - 東京都千代田区神田鍛冶町に東京営業所を設置。
- 1971年（昭和46年）5月 - 資本金2,400万円に増資。
- 1973年（昭和48年）3月 - 東京営業所を独立し、東京都墨田区緑四丁目にヘロス商事株式会社を設立。
- 1974年（昭和49年）5月 - 資本金3,000万円に増資。
- 1976年（昭和51年）11月 - 桐灰ハンドウォーマーの製造を開始。
- 1979年（昭和54年）
  - 7月 - ヘロス商事株式会社を株式会社東京桐灰に商号変更。
  - 9月 - 資本金3,300万円に増資。
- 1986年（昭和61年）8月 - 資本金を4,950万円に増資。
- 1988年（昭和63年）5月 - 「はる」カイロの製造を開始。
- 1992年（平成4年）
  - 4月 - 三田市テクノパーク（兵庫県三田市）に三田工場竣工。
  - 6月 - 桐灰化学工業株式会社から「桐灰化学株式会社」に商号変更。
- 1997年（平成9年）3月 - 群馬県藤岡市に藤岡工場竣工。
- 2001年（平成13年）7月 - 小林製薬株式会社の100%子会社となる。
- 2005年（平成17年）9月 - 塚本産業より、足の冷えない不思議なくつ下の販売権取得。
- 2008年（平成20年）10月 - 製造部門（三田工場・藤岡工場）を桐灰小林製薬株式会社に分社。
- 2020年（令和2年）7月 - 小林製薬に吸収合併され解散[3]。

## 製品
以下の製品は2020年（令和2年）7月に小林製薬へ移管され、「桐灰」ブランドを冠して販売されている。
桐灰カイロ 貼らないタイプ
2021年（令和3年）12月に「桐灰カイロ ニューハンドウォーマー」の製品名とパッケージデザインを刷新してリニューアルした貼らないタイプの使いすてカイロ。レギュラーサイズで24時間、ミニサイズで12時間の持続時間がある。
桐灰カイロ はる
貼るタイプの使いすてカイロ。レギュラーサイズで14時間、ミニサイズで10時間持続する。2021年（令和3年）12月に「桐灰カイロ」ブランドのシリーズ品として「桐灰カイロ 貼らないタイプ」と統一されたパッケージデザインに変更するリニューアルが行われ、「小林製薬」ロゴが新たに表示された。
桐灰カイロ マグマ
2017年（平成29年）9月発売。最高温度73℃・平均温度61℃・持続時間12時間。レギュラー商品より10℃温度が高めに設計されたカイロ。2018年（平成30年）9月、ミニサイズの「桐灰カイロ マグマミニ」が発売された。なお、やけどや低温やけど防止のため、固定・圧迫禁止（カイロベルトや腹巻などで固定した状態での使用禁止）、肌や肌に密着した状態（ズボンのポケットなど）での使用禁止、乳幼児や小児・糖尿病等の血行障害がある方への使用禁止、屋内での使用禁止(屋外専用)、使用時間を8時間以内にするなど注意事項が明記されている。2021年（令和3年）12月に「桐灰カイロ」ブランドのシリーズ品としてパッケージデザインを変更するリニューアルが行われ、「小林製薬」ロゴが新たに表示された。
桐灰カイロ 貼るマグマ
2019年（令和元年）10月発売。最高温度65℃・平均温度54℃・持続時間8時間とレギュラー品よりも温度を高めにした貼る高温タイプのカイロ。「桐灰カイロ マグマ」同様にやけどや低温やけど防止のための注意事項が記載されている。2021年（令和3年）12月に「桐灰カイロ」ブランドのシリーズ品としてパッケージデザインを変更するリニューアルが行われ、「小林製薬」ロゴが新たに表示された。
桐灰カイロ マグマ くつ下に貼る
2020年（令和2年）9月発売。くつ下の裏面のつま先に貼って使用するくつ専用カイロ。レギュラー品（桐灰カイロ くつ下用 はる）に比べてつま先部分まで覆う大型サイズとしている。色は黒のみ。なお、本品は小林製薬で発売された製品だが、パッケージ正面に「小林製薬」のロゴを記載していない。
桐灰カイロ マグマ くつ用敷く超ロング
2023年（令和5年）9月発売。くつの中に敷いて使用するくつ専用カイロ。25cmのロングサイズとしている。
桐灰カイロ くつ下用
2021年（令和3年）11月に「桐灰カイロ 足の冷えない不思議な足もとカイロ くつ下用（2012年(平成24年)12月発売）」の製品名とパッケージデザインを刷新してリニューアルした靴下に貼って使用する使いすてカイロ。「甲に貼る(旧:上からはるつま先)」、「貼る(旧:はるつま先)」、「貼るロング(旧:はるロング)」の3種類があり、カラーは「甲に貼る」と「貼るロング」は黒のみ、「貼る」は黒とベージュの2色展開である。
桐灰カイロ くつ用
2021年（令和3年）11月に「桐灰カイロ 足の冷えない不思議な足もとカイロ 中敷タイプ（2012年(平成24年)12月発売）」の製品名とパッケージデザインを刷新してリニューアルした靴に貼って使用する使いすてカイロ。「敷く(旧:中敷つま先)」と「敷くロング(旧:中敷ロング)」の2種類があり、カラーはベージュのみである。
足の冷えない不思議なくつ下
足冷え専用靴下。詳細記事を参照。
桐灰 寝るとき足ホットン【一般医療機器】
2023年（令和5年）9月発売。就寝時などに足先に折り曲げるように貼り付ける温熱シート。
桐灰 ヒエナース【一般医療機器】
2023年（令和5年）9月発売。レイノー現象や冷えなどの血行不良を緩和するための温熱ホルダーで、温熱シートを専用ホルダーのポケットに入れ、服の上から腕を通して面ファスナーでベルトに固定する。温熱シートのみのつめ替用もある。ECサイト限定発売。
巻きポカ
専用温熱シートを断熱効果と遠赤外線効果を併せ持つ特殊構造のホルダーに入れて巻くカイロ。専用ホルダー付セットには手首用と足首用があり、専用温熱シートのみの取替え用もある。
桐灰 ハエ取りリボン
画鋲を天井などに固定し、吊り下げて使用する粘着剤を用いたハエ用捕獲器。

### ブランド変更した製品
以下の製品はパッケージに「小林製薬」のロゴを表記し、「桐灰」ブランドから各製品の独立ブランドへ移行した製品。小林製薬に移管後に発売された製品もある。
命の母カイロ
2018年（平成30年）9月発売。小林製薬が発売する女性薬「命の母」とのコラボ製品。「冷えが辛い女性向け」の製品で、よもぎ・生姜・肉桂の抽出成分を調合した香料を使用しており、温度は「桐灰カイロ はる」よりも穏やかな設計となっており、最高温度57℃・平均温度50℃である。2021年（令和3年）9月にパッケージデザインを変更してリニューアルされ、「命の母」ブランドへ統合された。
命の母カイロ じんわり温かいおなか用カイロ
2021年（令和3年）9月に「桐灰カイロ じんわり温かいおなか用カイロ」として発売。小林製薬が展開する「桐灰カイロ」ブランドとして新たに発売された製品。最高温度54℃・平均温度47℃と前述する「命の母カイロ」よりもさらに低めの温度に設定されている。通常の使いすてカイロと同じように、服の上から貼って使用する。2023年（令和5年）9月のパッケージデザイン変更に伴い、「桐灰カイロ」から「命の母カイロ」のシリーズ品へ移行された。
血流改善【一般医療機器】
部位別に異なる温度設定とした温熱用具。約52度に設定した両肩用の「肩ホットン」と、約48度に設定した腰用の「腰ホットン」がある。2021年（令和3年）9月に販売名を変更（肩ホットンd/腰ホットンd → 肩ホットンe/腰ホットンe）し、パッケージ正面右下の「桐灰」ロゴを「小林製薬」ロゴに変更。2021年10月にパッケージデザインを変更してリニューアルされ、袋包装となった（製造販売元：桐灰小林製薬）。
あずきのチカラ
電子レンジで温めてから使用する、あずき（あずきと緑豆(青あずき)をブレンド）から発生する天然蒸気を利用した蒸気温熱ピロー。使用可能回数は250回で繰り返し使用が可能。「目もと用」、「首肩用」、「おなか用」、顔用の「フェイス蒸し」、ベルトタイプの「どこでもベルト」の5種類。2021年（令和3年）11月以降、順次パッケージデザインが変更され、正面右下に記載されていた「桐灰」ロゴを無くす代わりに、正面吊り下げ部左に「小林製薬」ロゴが表記された。
熱中対策
冬場に使う製品が多い桐灰が発売する主に夏に向けた熱中症対策品。
- 首もと氷ベルト - 2011年（平成23年）4月発売。冷凍庫で凍結させたジェルパックをあらかじめ水で濡らしたカバーに入れて使用するW冷却タイプ。ジェルパックは繰り返し使用が可能、カバーは洗濯が可能である。2020年（令和2年）4月にパッケージデザインが変更され、「首もと氷ベルト 強冷却タイプ」から製品名を変更。2022年（令和4年）にパッケージ正面右下の「桐灰」ロゴを「小林製薬」ロゴへ変更された。
- シャツクール - 元々は小林製薬が2010年（平成22年）に「シャツクール」の製品名で発売されていたが、2017年（平成29年）3月に桐灰化学へ販売を移管し、「熱中対策」のシリーズ品へ移行してリニューアル。発売当初は「冷感ストロング」、「冷感ストロング 大容量」、「アロマフレグランス」の2香調・3種類だったが、2019年（平成31年）3月に「アロマフレグランス 大容量」を、2020年（令和2年）4月に「冷感ストロング 大容量専用つめ替え」、「フローラルソープ」を順次追加発売したが、小林製薬への移管時に「アロマフレグランス」を「フローラルアロマの香り」に、「フローラルソープ」を「清潔なソープの香り」にそれぞれ香調名が変更された。2021年（令和3年）3月に「フローラルアロマの香り」と入れ替わりで「爽やかなフレッシュシトラスの香り」が追加発売。このタイミングで既存の「冷感ストロング」と「清潔なソープの香り」のパッケージデザインが変更となり、パッケージに記載されていた「桐灰」ロゴが「小林製薬」ロゴに変更された。
- タオルに氷をつくるスプレー - タオルにスプレーして肌に当てる、または、服の上に直接スプレーして使用する冷却スプレー。冷感持続成分としてハッカオイルを配合。2011年（平成23年）4月に従来の「ふりふり氷スプレー」の氷を細かくして付着性を向上させて服の上から直接スプレーが可能となったほか、内容量が増量され製品名を変更。2022年（令和4年）にパッケージ正面下の「桐灰」ロゴを「小林製薬」ロゴへ変更された。
- 肌キンキンシート - 2020年（令和2年）4月発売。大判サイズのクールシート（l-メントール配合）。2021年（令和3年）にパッケージデザインが変更され、パッケージ左上の「桐灰」ロゴが「小林製薬」ロゴに変更された。
- 冷やしタオル - 2021年（令和3年）6月発売。アルコールとメントールを配合した冷却液を含ませた大判サイズの冷却シート。1本ごとの個包装・使い切りタイプである。
- 服の上から極寒スプレー - 服を着用したままで服の上から使用する冷却スプレー。消臭成分も配合されている。2020年（令和2年）4月のリニューアル時に「服の上から体を冷やすスプレー（2011年（平成23年）4月発売）」の製品名とパッケージデザインを変更。2021年（令和3年）3月に無香料に91ml入りの携帯用「mini」を追加するとともに、香りもせっけんの香り（330ml入り、「mini」共に設定）を追加して無香料・シトラスミントと合わせて3種類となった。なお、無香料の330ml入りとシトラスミントはこのタイミングでパッケージデザインが変更され、正面下の「桐灰」ロゴから「小林製薬」ロゴへ変更された。

かかとちゃん
2014年（平成26年）9月発売。就寝前に靴下を履く要領で使用するフットケア製品。洗濯して繰り返し使用可能である。桐灰化学時代に一旦製造を終了したが、2020年（令和2年）9月にパッケージ正面左下の「桐灰」ロゴを「小林製薬」ロゴに変更してリニューアルし、再発売された。

### 製造終了品
以下の製品は小林製薬へ移管後に製造を終了した製品である。
桐灰カイロ ポケほか
2019年（令和元年）10月発売。片面にポケットを追加した貼らないタイプの使いすてカイロ。2022年（令和4年）3月をもって製造終了。
桐灰カイロ どデカッ!はる
2019年（令和元年）10月発売。「桐灰カイロ はる（レギュラーサイズ）」の約2枚分（19.5cm×13cm）の大きさで、中央に切り込みを入れた超大判サイズ。2022年（令和4年）3月をもって製造終了。
桐灰カイロ 消臭足もとカイロ
消臭剤と香料を配合したフレッシュソープの香り付きのくつ専用カイロ。くつの中に貼る「中敷つま先」とくつ下に貼る「貼るつま先」の2種類。2022年（令和4年）3月をもって製造を終了し、「桐灰カイロ くつ用 敷く」と「桐灰カイロ くつ下用 貼る」へそれぞれ統合された。
レディウォーマー へそきゅう
「あずきのチカラ」シリーズ同様に電子レンジで温めてから使用するものだが、こちらは、遠赤外線の出る鉱物と黄土に、天然のヨモギエキスを配合したヨモギ調香料の粒を混ぜ込んだ発熱球を熱の伝わりを優しくする生地で包みこんだもので、へその上に直接のせて使用するものであった。2021年（令和3年）3月をもって製造を終了し、繰り返し使用できる回数が多い「あずきのチカラ おなか用」へ統合。
熱中対策 シャツクール 激冷ジェット
2018年（平成30年）3月発売。ジェット冷気による冷却効果を付与した「シャツクール」のエアゾールタイプ。2021年（令和3年）3月をもって製造を終了し、「熱中対策 服の上から極寒スプレー mini」へ統合。
お弁当の衛生対策シート
天然カラシの抗菌成分を配合したお弁当用シート。2010年（平成22年）3月に小林製薬から移管。2012年（平成24年）に抗菌成分の濃度をアップしたことでシートサイズが小さくなり、これまでは切る必要があったスリムサイズの弁当箱や子ども用などの小さな弁当箱にもそのまま入れられるように改良。また、シートの枚数も増量した（12枚 → 20枚）。なお、今回の移管により約10年4ヶ月ぶりに小林製薬での販売を再開したこととなったが、2021年（令和3年）3月をもって製造を終了したため、わずか9ヶ月で製造終了となった。
桐灰 焼香炭
焼香・お香用火種固形灰。2023年（令和5年）3月製造終了。

## 海外事業
- 2007年（平成19年）10月14日、同年11月よりロシア極東地方に進出。ウラジオストク、ハバロフスクなどの都市部で、主力商品の衣服貼り付け型使い捨てカイロ『はる』を本格販売する予定で、3年後には年間5億円の売り上げを目標にすると報じられる[9]。

## CM出演者
- あのねのね（1980年代）
- オール阪神・巨人（1980年代）
- 桂小枝
- 叶姉妹（現在[いつ?]出演中）